# Interparking
Die S.A. Interparking N.V. ist ein belgischer Parkraumbewirtschafter mit Sitz in Brüssel. Das Unternehmen hat Tochterunternehmen in neun europäischen Ländern. Zum Stand 31. Dezember 2015 bewirtschaftete die Interparking-Gruppe insgesamt 670 Parkhäuser und Parkplätze mit insgesamt 329.959 Stellplätzen.

## Geschichte
Interparking eröffnete 1958 das erste Parkhaus für die Expo 58 in Brüssel. Im Laufe der Jahre weitete die Gruppe ihre Aktivitäten nach den Niederlanden (1966), Deutschland (1967), Österreich (1975), Frankreich (1975), Spanien (1995), Italien (2001), Rumänien (2010) und Polen (2011) aus. So entstand ein Konzern mit insgesamt 37 Tochterunternehmen.

## Marken
Die Gruppe agiert unter verschiedenen Marken. Die wichtigsten sind:
- Contipark  in Deutschland und Österreich
- Interparking in den Niederlanden, Frankreich, Italien und Spanien
- Servipark in Belgien und Frankreich
- Uniparc in Belgien und Frankreich

### Interparking in Deutschland und Österreich
In Deutschland operiert die Interparking unter der Marke Contipark. Die Contipark Parkgaragengesellschaft mbH ist eine 100%ige Tochter der Interparking und wurde 1967 in Berlin gegründet. Das erste Parkhaus befand sich im Europa-Center, einem Wahrzeichen des damaligen West-Berlins. Contipark ist einer der größten nationalen Parkraumbewirtschafter und betreibt in Deutschland und Österreich rund 500 Objekte mit etwa 130.000 Stellplätzen in mehr als 180 Städten (Stand 2015).
Contipark betreibt Parkeinrichtungen als Eigentums-, Pacht- und Managementobjekte und bietet Dienstleistungen rund um das Parken an.
Contipark übernimmt die Bewirtschaftung von Parkeinrichtungen in wichtigen Standortkategorien. Dazu zählen:
- Einkaufszentren
- Bahnhöfe
- City- oder Fußgängerzonen
- Hotels, Messen, Kultur- und Freizeitstätten
- Kliniken und Gesundheitszentren[1][2]